# コゼリスク公
コゼリスク公（コゼリスクこう・ロシア語: Князь Козельский）は、コゼリスク公国の君主の称号である。（「公」はクニャージからの訳出による）君主号・公国の名は、その首都だったコゼリスクによる。なおコゼリスク公国は分領公国あるいは他国の一部であった時期があり、以下のコゼリスク公の中には他の公位を兼ねたものも含む。

## コゼリスク公の一覧
- フセヴォロド - 在位：? - 1198年
- ムスチスラフ・スヴャトスラヴィチ - 在位：1201年 - 1219年
- ドミトリー・ムスチスラヴィチ - 在位：? - 1223年
- イヴァン・ムスチスラヴィチ - 在位：? - ?
- ヴァシリー - 在位：? - 1238年
- ムスチスラフ・ミハイロヴィチ - 在位：1246年 - 1280年
- スヴャトスラフ・ムスチスラヴィチ - 在位：1290年 - 1310年
- アンドレイ・ムスチスラヴィチ(ru) - 在位：? - ?
- ティート・ムスチスラヴィチ(ru) - 在位：? - ?

…